# Princeton, Texas
Princeton är en ort i Collin County i Texas. Vid 2010 års folkräkning hade Princeton 6 807 invånare.